# Luis Giusti La Rosa
Luis Humberto Giusti La Rosa (Callao, 27 de octubre de 1919 - Lima, 2 de julio del 2009) fue un médico y político peruano, conocido por su posición contraria de los métodos anticonceptivos. Fue miembro fundador del Partido Popular Cristiano y ejerció como diputado por el Callao durante 2 periodos no consecutivos.

## Biografía
Luis Giusti nació en la ciudad del Callao, el 27 de octubre de 1919.
Estudió la carrera de medicina humana en la Universidad Nacional Mayor de San Marcos y fue profesor de dicha universidad así como en la Pontificia Universidad Católica del Perú.
Fue fundador del Centro de Promoción Familiar y Regulación Natural de la Natalidad CEPROFARENA y miembro de la Comisión de Familia, Infancia y Vida de la Conferencia Episcopal Peruana, más conocida como Provida. Durante muchos años ofreció de manera gratuita sus servicios profesionales a la población de escasos recursos económicos, en barrios marginales como Sarita Colonia, San Judas Tadeo, Unidad Modelo y a las personas de la tercera edad del centro histórico del Callao, 2 de mayo, Constitución y Castilla.
Trabajó permanentemente de la mano de la Iglesia católica, recibiendo la condecoración papal otorgada por Juan Pablo II.
El 6 de enero de 1948, Luis Giusti se casó con Paulina Hundskopf de la Rivera, con la cual tuvo once hijos.

## Trayectoria política
El 18 de diciembre de 1966, Luis Giusti junto con Luis Bedoya Reyes, Ernesto Alayza Grundy y Mario Polar Ugarteche fundaron el Partido Popular Cristiano, siendo este suceso en su domicilio de Giusti en la ciudad del Callao. Posteriormente Giusti es designado como el primer secretario general del partido, ejerciendo el cargo desde diciembre de 1966 hasta julio de 1980, durante las presidencias de Ernesto Alayza Grundy y de Mario Polar Ugarteche. Fue también miembro del Consejo Consultivo del PPC.

### Diputado por el Callao
En las elecciones generales de 1980, Giusti inició su carrera política al postular por el Partido Popular Cristiano en las elecciones parlamentarias como candidato a la Cámara de Diputados representando al Callao. Fue elegido como diputado por el Callao y juramentado para el periodo parlamentario 1980-1985.
Dentro de la Cámara de Diputados, ejerció como presidente de la Comisión de la Familia y vicepresidente de la Mesa Directiva.
Fue nuevamente elegido en las elecciones del año 1990 por el Frente Democrático, coalición liderada por Mario Vargas Llosa, para el periodo parlamentario 1990-1995. Sin embargo, su cargo terminó siendo disuelto por el autogolpe de estado realizado el 5 de abril del año 1992 por el presidente Alberto Fujimori. Guisti fue parte de la oposición al gobierno y luego participó en las elecciones para la realización del Congreso Constituyente Democrático ese mismo año, obteniendo solamente 9,303 votos. Luego postularía sin éxito al Congreso de la República por el partido Renovación Nacional de Rafael Rey en 1995, siendo esta su última participación en el ámbito político.

## Fallecimiento
El 2 de julio del 2009, Luis Giusti La Rosa falleció a los 89 años de edad y sus restos fueron velados en la Parroquia Nuestra Señora de la Medalla Milagrosa en el distrito de San Isidro. Posteriormente sus restos fueron sepultado en el Cementerio Parque del Recuerdo en el distrito de Lurín.